# Округ Макдоналд (Мисури)
Макдоналд (енгл. McDonald County) је округ у америчкој савезној држави Мисури.

## Демографија
По попису из 2010. године број становника је 23.083, што је 1.402 (6,5%) становника више него 2000. године.
| Група             | 2000.          | 2010.          |
| Белци             | 18.348 (84,6%) | 18.700 (81,0%) |
| Афроамериканци    | 38 (0,2%)      | 133 (0,6%)     |
| Азијати           | 31 (0,1%)      | 192 (0,8%)     |
| Хиспаноамериканци | 2.030 (9,4%)   | 2.587 (11,2%)  |
| Укупно            | 21.681         | 23.083         |